# Антон Сминк ван Питло
Антон Сминк ван Питло (на италиански: Anton Sminck van Pitloo;  21 април 1790 Арнем – 22 юни 1837, Неапол) е нидерландски художник, основател на Школата в Позилипо и заедно с Джачинто Джиганте е сред водещите пейзажисти в Неапол, Италия.

## Биография
Като момче Антон Сминк ван Питло започва да учи рисуване в родния си Арнем, в училището на художника Хендрик Ян ван Амерон, който по-късно го завежда в Париж и му издейства стипендия за обучение. Младият художник успява да продължи обучението си първо в Париж благодарение на стипендията, дадена му от Луи Бонапарт, а след това през 1811 г., завършва академичен курс по художествено изкуство в Рим. След падането на Бонапарт художникът не може повече да се възползва от субсидията и е изпратен в Неапол при граф Орлов – руски дипломат и ценител на изкуството, който му предлага своето гостоприемство. Ван Питло решава да се установи завинаги в града, които му предлага поле за изява и сюжети за бъдещите картини. Неапол става негов втори дом, където картините му са ценени от аристократичните съсловия. Там той рисува картини, като представя свое лично тълкуване на зараждащия се романтичен вкус, предназначен да бъде заимстван от новите поколения неаполитански художници. Поради тази причина през 1820 г. открива частно училище по живопис, което му донася славата, като основател на Школата в Позилипо в Неапол. На тази школа принадлежат много художници, като почти всички са негови ученици, привърженици на обновеното богатство на ландшафтната живопис, най-известни от които са Джачинто Джиганте и Салваторе Фергола.
През 1822 г. художникът е назначен по достойнство за Почетен професор в Кралската академия за изящни изкуства в Неапол. Като доказателство за неговото признание в сферата на изобразителното изкуство, през 1824 г. му е поверена Катедра по пейзажна живопис в същата академия.
Антон Сминк ван Питло заболял от холера и умира на 22 юни 1837 в Неапол на 47-годишна възраст.

## Стил
Антон Сминк ван Питло заедно с ученика му Джачинто Джиганте, са считани за най-изтъкнатите и значими представители на Школата в Позилипо. Новостта, приписана на художника, е актуализирана модерна пейзажистика, състояща се в окончателното отделяне от чисто реалистичната и илюстративна традиционна живопис на ландшафта.
В действителност пейзажната живопис от XIX век все още е насочена към директно реституиране на реалността, като по този начин се доказва, че тя все още се обуславя от аналитичния и документален характер на възгледите на Якоб Филип Хакет. Антон Сминк ван Питло пренебрегва този класицизъм и внася в картините си категорично романтична натуралистична черта, характеризираща се с чувствително внимание към вибрациите на светлината и цветовете, пресъздадени почти с импресионистично око и чрез присъствието на лично виждане, произтичащо от прякото наблюдение на изобразените места. Друга новост, въведена от художника, е използването на новаторската техника на маслената живопис върху хартия, монтирана на платно или картон. Този метод, вече експериментиран във Франция от Жан-Батист Камий Коро, е посрещнат с ентусиазъм от учениците на Ван Питло, допринесли за романтичното обновяване на неаполитанската пейзажистика.
За Ван Питло освен френския опит на Камий Коро е много важно и влиянието на Джоузеф Търнър – художникът, от когото той се вдъхновява за свободното тълкуване на природата и светлината без визуално да нарушава възпроизведения обект.

## Картини
- „Двойка селяни в неаполитански костюм“
 Италиански галерии,
 Неапол
- „Пропаст в Соренто“
 Италиански галерии,
 Неапол
- „Мостът и църквата „Сан Франческо“ в Кава де Тирени“
 Италиански галерии,
 Неапол
- „La Riviera di Chiaia“
Музей Кореале
Соренто
- „Пещерата на Позилипо“
Държавен музей
 Амстердам, Нидерландия
- „Кастел дел Ово, гледан от сушата“
Частна колекция